# Stefan Schmidt (Psychologe)
Stefan Schmidt (* 30. September 1967) ist ein deutscher Psychologe.

## Leben
Nach dem Studium (1989–1996) der Psychologie in Konstanz und Freiburg im Breisgau (Diplom in Psychologie 1996) war er von 1996 bis 1998 wissenschaftlicher Mitarbeiter am Psychologischen Institut der Albert-Ludwigs-Universität Freiburg. Nach der Promotion in Psychologie/Psychophysiologie 2002 war er von 2010 bis 2016 Juniorprofessor für Transkulturelle Gesundheitswissenschaften an der Europa-Universität Viadrina. Seit 2018 ist er W3-Stiftungsprofessor für Systemische Familientherapie, Klinik für Psychosomatische Medizin und Psychotherapie am Universitätsklinikum Freiburg.
Seine Forschungsschwerpunkte sind nach eigenen Angaben Psychotherapieforschung – systemische Therapie, Achtsamkeit und Meditation und Placebo.

## Schriften (Auswahl)
- Außergewöhnliche Kommunikation? Eine kritische Evaluation des parapsychologischen Standardexperimentes zur direkten mentalen Interaktion. Oldenburg 2002, ISBN 3-8142-0841-2.
- Experimentelle Parapsychologie. Eine Einführung. Würzburg 2014, ISBN 978-3-95650-079-4.
- mit Harald Banzhaf: Meditieren heilt. Vorbeugen und gesund werden durch Achtsamkeit. Freiburg im Breisgau 2015, ISBN 3-451-61332-8.